# Валик (морська справа)

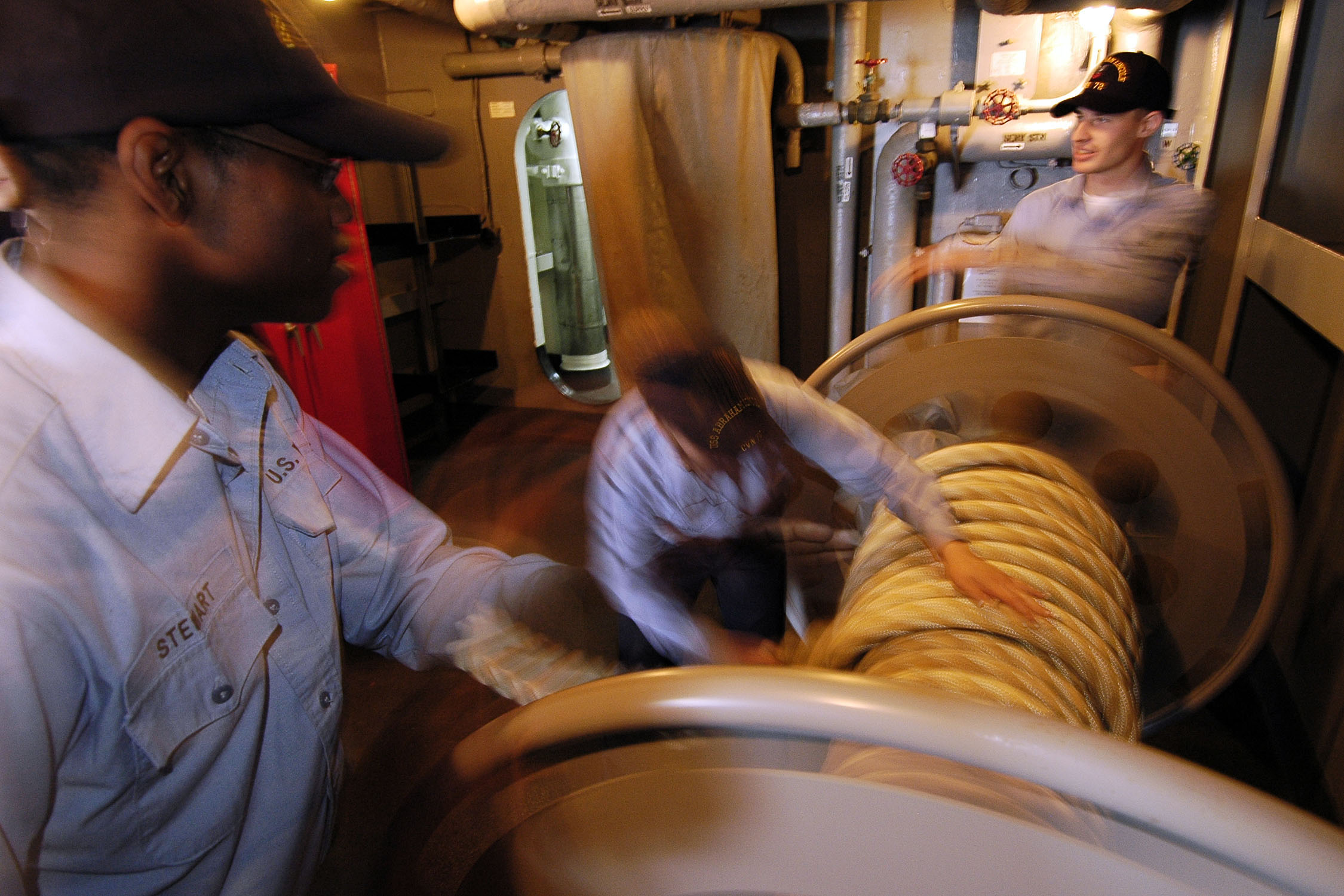
Тросовий валик

Валик — барабан чи лебідка без механічного привода, як правило, з горизонтальною віссю. Призначений для намотування і зберігання троса (переважно сталевого, бо прядив'яні частіше зберігають у бухтах), шланга чи кабелю. На відміну від брашпиля не призначений для великих навантажень.
На судні (кораблі) може бути частиною швартовного пристрою (тросовий валик), трального пристрою (кабельний чи тральний валик), водовідливної чи пожежної системи (шланговий валик).